# Nemkódoló RNS

A kódoló RNS és a nemkódoló RNS

A nemkódoló RNS-ekkel (ncRNS) egészen 2001-ig nem foglalkoztak. A ma elfogadott RNS-világról alkotott hipotézisnek köszönhetően kapott figyelmet először az ncRNS.
A nemkódoló RNS-ek olyan DNS-ről leíródó RNS-ek, melyek nem kódolnak polipepdidlánc szekvenciát, azaz nem kódolnak fehérjét, innen ered az elnevezésük.
Jelölése: ncRNS (non-coding RNA).
Ismert továbbá egy hosszú nem kódoló változata is, melynek jelölése lncRNS (long non-coding RNA). Mivel a genom mindössze 1,1%-a kódol fehérjét, ezért az lncRNS-ek csak egy kis hányadát nevezik antiszensz átfedő RNS-eknek.

## Funkció
Az ncRNS-ek egyik funkciója pl. az X-kromoszómák inaktivációjával és az ún. genetikai imprintinggel kapcsolatos. A telomeráz enzim szintén RNS-komponenst tartalmaz. A ncRNS-ek néhány formáját korábban is ismerték, de csupán különleges kivételeknek tekintették őket.

## Egyéb
Az utóbbi években több, teljesen új ncRNA családot fedeztek fel, ezek kutatása napjainkban folyik.